# So Far Away (canção de Avenged Sevenfold)
"So Far Away" é uma canção da banda de heavy metal americana Avenged Sevenfold, lançado como o terceiro single de seu quinto álbum de estúdio, Nightmare. É o terceiro single da banda lançado sem o ex-baterista "The Rev", que morreu em 28 de dezembro de 2009. No final de março All Access Music Group mencionou que o terceiro single do álbum Nightmare seria "So Far Away ", programada para ser tocada nas rádios a partir de 5 de abril de 2011. Avenged Sevenfold "making of" da série sobre YouTube, In The Studio, o cantor M. Shadows e o baixista Johnny Christ disseram que a canção foi escrita por Synyster Gates em homenagem ao seu avô, mas que foi usada como um tributo a The Rev.

## Faixa
1. "So Far Away" — 5:27

## Video
O vídeo da música apresenta os quatro membros da banda tocando em um estúdio e também dirigindo um Cadillac Fleetwood 1959 Convertible através de um bairro. Enquanto eles andam pelas ruas, flashbacks dos cinco começam a aparecer. Eles são mostrados como crianças brincando em um porão tocando,  fumando e conversando nas ruas, e mesmo sendo menor de idade, conseguindo comprar bebida alcoólica de uma loja. Durante o solo de violão, é mostrado  uma coleção de fotos e vídeos do Rev . O clipe termina com The Rev abraçando os integrantes da banda, a mesma cena representada dentro da caixa do CD Nightmare. Este foi o segundo vídeo que não aparece o atual baterista de Avenged Sevenfold, sendo o primeiro Nightmare. Para este video,  Synyster Gates pediu para Schecter fazer uma edição especial para sua guitarra, em vez de colocar as letras "SYN", como o original, ele exibe "REV".

## Créditos
Avenged Sevenfold
- M. Shadows — Vocal
- Synyster Gates — guitarra solo, backing vocal
- Zacky Vengeance — violão, backing vocal
- Johnny Christ — baixo

Músicos adicionais
- Mike Portnoy — bateria, percussão
- Brian Haner - violão

Produção
- Mike Elizondo — produtor
- Andy Wallace — mixagem
- Ted Jensen — masterização
- Cam Rackam — capa

## Posição nas paradas
| Parada                                  | Melhor posição |
| --------------------------------------- | -------------- |
| US Billboard Hot Mainstream Rock Tracks | 1              |
| US Billboard Alternative Songs          | 15             |
| US Billboard Rock Songs                 | 6              |
| Canadian Hot 100                        | 73             |
| Canadian Rock/Alternative chart         | 25             |